# Association sportive La Jeunesse d'Esch
Ne doit pas être confondu avec Club sportif Fola Esch.
Maillots
Actualités
L'AS La Jeunesse d'Esch (forme raccourcie de l'Association sportive La Jeunesse d'Esch) est un club de football luxembourgeois fondé le 13 août 1907 et basé à Esch-sur-Alzette. Il évolue en BGL Ligue, la première division luxembourgeoise de football.
Fondé le 13 août 1907 sous le nom de « Jeunesse la Frontière d'Esch », la Vieille Dame devient alors le deuxième club de football de la ville d'Esch-sur-Alzette au Luxembourg après le CS Fola Esch, son grand rival, fondé un an plus tôt.
Rapidement champion de Division Nationale à l'issue de la saison 1920-1921, il devient alors un club solide sur le plan national enchaînant les performances en championnat tout comme en Coupe du Luxembourg où le club remporte deux éditions, en 1935 et en 1937.
Lors de la Seconde Guerre mondiale, le club change de nom sous le régime du Troisième Reich en devenant le « Sportvereinigung Schwarz-Weiss 07 Esch », où il dispute ses matchs en Moselland Gauliga. À la libération du Luxembourg, le club retrouve son nom et remporte deux titres de champions de Promotion d'Honneur en 1946 et 1949.
À partir des années 50, l'AS La Jeunesse d'Esch devient rapidement un club luxembourgeois incontournable sur le plan national et européen, enchainant les titres ainsi que les campagnes européennes. Dès 1958-1959, le club participe pour la première fois de son histoire à la Coupe des clubs champions face au IFK Göteborg. Il dispute de nombreux matchs européens dont certains face au Real Madrid CF, au Stade de Reims, au FK Partizan Belgrade, au Liverpool FC ou encore au FC Bayern Münich.
En 1976, la Vieille Dame remporte son quinzième titre de champion de Division Nationale, devenant alors l'unique club du pays à atteindre ce record. En 1997, La Jeunesse remporte sa dixième Coupe du Luxembourg.
Bien que son dernier titre date de 2013, lors d'une victoire en Coupe du Luxembourg, l'AS La Jeunesse d'Esch reste le club luxembourgeois le plus titré de l'histoire en BGL Ligue ainsi que le deuxième club le plus titré en Coupe du Luxembourg derrière le Red Boys Differdange.

## Histoire

### Fondation et premiers succès (1907 - 1940)
Le 13 août 1907, le club est fondé sous le nom de « Jeunesse la Frontière d'Esch » (en référence à son stade), devant alors le deuxième club de football principal de la ville d'Esch-sur-Alzette au Luxembourg, derrière le CS Fola Esch fondé un an plus tôt,.
Le premier fait marquant du club intervient lors de la 5e édition de Première Division où la Jeunesse termine vice-champion en 1914-1915 derrière l'US Hollerich. Deux saisons après, le club est relégué en Promotion d'Honneur mais remonte rapidement. En 1918, le club change officiellement de nom pour devenir « l'Association sportive La Jeunesse d'Esch ».
À l'issue de la saison 1920-1921, la Vieille Dame termine pour la première fois de son histoire champion du Luxembourg devant son grand rival, le CS Fola Esch, avec un point de plus que ce dernier. L'année suivante, le club est finaliste de la toute première édition de la Coupe du Luxembourg face au RC Luxembourg (défaite deux buts à zéro). La première victoire lors d'une finale de coupe intervient en 1935, face au Red Boys Differdange (victoire quatre buts à deux).
En 1937, le club obtient son deuxième titre de champion du Luxembourg ainsi que sa deuxième Coupe du Luxembourg et réalise ainsi son premier doublé historique coupe-championnat.

### Seconde Guerre mondiale (1940 - 1945)
À la suite de l'annexion du Luxembourg par le régime nazi, le club change de nom pour devenir le « Sportvereinigung Schwarz-Weiss 07 Esch ». Jouant en Moselland Gauliga comme d'autres clubs luxembourgeois, le club termine finaliste du championnat lors de l'édition 1943-1944.
Après la libération du Luxembourg, le club retrouve son nom d'origine « l'Association sportive La Jeunesse d'Esch ».

### Période creuse (1945 - 1950)
En 1946, alors en Promotion d'Honneur et champion de ce championnat cette année-là, La Jeunesse remporte sa troisième Coupe du Luxembourg face au FC Progrès Niederkorn (victoire trois buts à un). 
Après deux saisons en Division d'Honneur, le club est une nouvelle fois relégué en deuxième division avant de remporter pour la deuxième fois de son histoire le titre de champion de Promotion d'Honneur en 1949.

### Dans la légende du football luxembourgeois (1950 - 1968)
De retour en première division après des années difficiles à la suite de la Seconde Guerre mondiale, le club monte rapidement en puissance et remporte dès la saison 1950-1951 son troisième titre de champion de Division d'Honneur devant le National Schifflange. Trois ans plus tard, La Jeunesse d'Esch réalise le doublé coupe-championnat et devient alors un concurrent sérieux pour le titre chaque année.
À la suite de son cinquième sacre en championnat à l'issue de la saison 1957-1958, le club participe la saison d'après à sa première campagne européenne, dans la plus prestigieuse des compétitions, la Coupe des clubs champions. Affrontant le club suédois du IFK Göteborg, la Vieille Dame remporte son match domicile sur le score d'un but à zéro avant de s'incliner deux buts à un au match retour, donnant lieu à un match d'appui décisif où Esch échouera sur le score de cinq buts à un.
Remportant une nouvelle fois le championnat la saison suivante, Esch se qualifie pour les 8es de finale de la Coupe des clubs champions en 1959-1960 et affronte le Real Madrid CF, alors déjà quadruple champion d'affilée dans la compétition. Bien supérieur aux Luxembourgeois, le Real remportera les deux matchs avec un score cumulé de onze buts à un.
Lors de l'édition 1963-1964 de la Coupe des clubs champions, Esch atteint une nouvelle fois les 8es de finale face cette fois-ci au FK Partizan Belgrade. À domicile, l'AS La Jeunesse d'Esch s'impose sur le score de deux buts à un avant de s'incliner sur le score de six buts à deux à l'extérieur, laissant s'envoler ses rêves d'atteindre les quarts de finale de la compétition.
À l'issue de la saison 1967-1968 de Division Nationale, Esch obtient son dixième titre de champion et rentre dans un cercle très fermé des décuple champions du Luxembourg composé uniquement du Stade Dudelange ainsi que du CA Spora Luxembourg.

### Le meilleur club du pays (1968 - 1999)
Écrasant tout sur son passage en Division Nationale, c'est en coupe d'Europe que l'AS La Jeunesse d'Esch va faire briller le pays sur le plan footballistique. Atteignant systématiquement des phases finales de coupes entre 1967 et 1971, le club affronte en 1973-1974 le grand Liverpool FC le 19 septembre 1973 au Stade de la Frontière devant 7 500 spectateurs lors de la 19e édition de la Coupe des clubs champions. Après une ouverture du score de Brian Hall pour les Anglais, les Luxembourgeois se réveillent en toute fin de match, permettant à Gilbert Dussier d'inscrire le but de l'égalisation à la 88e minute, permettant à Esch de croire à l'exploit au match retour et de réaliser l'un des plus grands exploits de son histoire,,. Au match retour, à Anfield, La Jeunesse s'incline sur le score de deux buts à zéro.
En 1975-1976, le club affronte cette fois-ci le FC Bayern Münich en Coupe des clubs champions et s'incline sur un score cumulé de huit buts à un malgré un match solide à l'extérieur face aux Allemands où Esch inscrit un but,. À l'issue de cette saison, la Vieille Dame remporte son quinzième titre de champion de Division Nationale, devenant l'unique club luxembourgeois à atteindre ce record dans le championnat. Dans le même temps, Esch remporte sa septième Coupe du Luxembourg face au FC Aris Bonnevoie sur le score de deux buts à un.
En 1978-1979, le club découvre pour la première fois de son histoire la Coupe UEFA où le club débute en 32e de finale face au club suisse de Lausanne-Sport (défaite deux buts à zéro cumulé),.
En 1983, l'AS La Jeunesse d'Esch remporte la deuxième édition de la Supercoupe du Luxembourg face au FC Avenir Beggen (trois buts à un). Deux ans plus tard, en Coupe des clubs champions, La Jeunesse rencontre en 16es de finale la Juventus FC, où le club s'incline sur un score cumulé de neuf buts à un.
À l'issue de la saison 1986-1987, le club remporte son vingtième titre de champion de Division Nationale, s'inscrivant définitivement dans la légende du football luxembourgeois. Un an plus tard, le club remporte une nouvelle fois le championnat devant le CA Spora Luxembourg.
Malgré une période moins flamboyante avec aucun titre de champion durant sept années, le club dispute un 16e de finale de Coupe des vainqueurs de coupe face aux suédois du IFK Norrköping (défaite six buts à un cumulé),.
Entre 1995 et 1999, le club remporte systématiquement le championnat de Division Nationale, ainsi que deux Coupes du Luxembourg, devenant l'un des rares clubs luxembourgeois à atteindre les dix victoires en finale de la compétition.

### Fin de la domination du Luxembourg (1999 - 2010)
Le début des années 2000 marque un tournant pour l'AS La Jeunesse d'Esch, avec la montée en puissance d'un autre club luxembourgeois, le F91 Dudelange.
Dépassant rarement le premier ou deuxième tour d'une compétition européenne, la Vieille Dame peine à remporter des trophées comme à son habitude quelques années plus tôt, malgré deux titres de champion de Division Nationale en 2003-2004 et 2009-2010, ainsi que d'une Coupe du Luxembourg en 2000.

### Retour au second plan (depuis 2010)
Après la saison 2009-2010, l'AS La Jeunesse d'Esch termine vice-champion de BGL Ligue à l'issue de la saison 2011-2012 derrière le F91 Dudelange et s'incline en finale de la Coupe du Luxembourg face à ce dernier sur le score de quatre buts à deux.
La saison suivante, Esch remporte sa treizième Coupe du Luxembourg face au FC Differdange 03 sur le score de deux buts à un,.

## Bilan sportif

### Palmarès
Le tableau suivant récapitule les performances de l'AS La Jeunesse d'Esch dans les différentes compétitions officielles luxembourgeoises.
| Compétitions nationales | Compétitions internationales |
| --- | --- |
| - BGL Ligue (28) - Champion : 1921, 1937, 1951, 1954, 1958, 1959, 1960, 1963, 1967, 1968, 1970, 1973, 1974, 1975, 1976, 1977, 1980, 1983, 1985, 1987, 1988, 1995, 1996, 1997, 1998 1999, 2004 et 2010 - Vice-champion : 1915, 1936, 1938, 1953, 1957, 1969, 1978, 1986, 1989, 1991, 2006 et 2012 - Coupe du Luxembourg (13) - Vainqueur : 1935, 1937, 1946, 1954, 1973, 1974, 1976, 1981, 1988, 1997, 1999, 2000 et 2013 - Finaliste : 1922, 1927, 1965, 1966, 1971, 1975, 1985, 1991, 1995, 1996, 2006 et 2012 - Supercoupe du Luxembourg (2) - Vainqueur : 1983 et 1985 - Promotion d'Honneur (2) - Champion : 1946 et 1949 | - Ligue des champions (C1) - Meilleure performance : 8e de finale en 1960 et 1964 - Ligue Europa (C3) - Meilleure performance : 32e de finale en 1979, 1987 et 1990 Anciennes compétitions - Coupe des vainqueurs de coupe (C2) - Meilleure performance : 16e de finale en 1982 et 1992 - Coupe des villes de foires - Meilleure performance : 32e de finale en 1970 |

### Bilan européen
Légende
- Victoire ou qualification pour le tour suivant
- Match nul
- Défaite ou élimination de la compétition

Note : dans les résultats ci-dessous, le score du club est toujours donné en premier.
| Saison    | Compétition                | Tour                | Club                   | Domicile | Extérieur | Total       |
| --------- | -------------------------- | ------------------- | ---------------------- | -------- | --------- | ----------- |
| 1958-1959 | Coupe des clubs champions  | Tour préliminaire   | IFK Göteborg           | 1 - 0    | 1 - 2     | 2 - 2 1 - 5 |
| 1959-1960 | Coupe des clubs champions  | Tour préliminaire   | ŁKS Łódź               | 5 - 0    | 1 - 2     | 6 - 2       |
| 1959-1960 | Coupe des clubs champions  | Huitièmes de finale | Real Madrid            | 0 - 7    | 1 - 4     | 1 - 11      |
| 1960-1961 | Coupe des clubs champions  | Tour préliminaire   | Stade de Reims         | 0 - 5    | 1 - 6     | 1 - 11      |
| 1963-1964 | Coupe des clubs champions  | Tour préliminaire   | Haka Valkeakoski       | 4 - 0    | 1 - 4     | 5 - 4       |
| 1963-1964 | Coupe des clubs champions  | Huitièmes de finale | Partizan Belgrade      | 2 - 1    | 2 - 6     | 4 - 7       |
| 1967-1968 | Coupe des clubs champions  | Seizièmes de finale | Valur Reykjavík        | 3 - 3    | 1 - 1     | 4 - 4E      |
| 1968-1969 | Coupe des clubs champions  | Seizièmes de finale | AEK Athènes            | 3 - 2    | 0 - 3     | 3 - 5       |
| 1969-1970 | Coupe des villes de foires | 32es de finale      | Coleraine FC           | 3 - 2    | 0 - 4     | 3 - 6       |
| 1970-1971 | Coupe des clubs champions  | Seizièmes de finale | Panathinaïkos          | 1 - 2    | 0 - 5     | 1 - 7       |
| 1973-1974 | Coupe des clubs champions  | Seizièmes de finale | Liverpool FC           | 1 - 1    | 0 - 2     | 1 - 3       |
| 1974-1975 | Coupe des clubs champions  | Seizièmes de finale | Fenerbahçe SK          | 2 - 3    | 0 - 2     | 2 - 5       |
| 1975-1976 | Coupe des clubs champions  | Seizièmes de finale | Bayern Munich          | 0 - 5    | 1 - 3     | 1 - 8       |
| 1976-1977 | Coupe des clubs champions  | Seizièmes de finale | Ferencváros TC         | 2 - 6    | 1 - 5     | 3 - 11      |
| 1977-1978 | Coupe des clubs champions  | Seizièmes de finale | Celtic Glasgow         | 1 - 6    | 0 - 5     | 1 - 11      |
| 1978-1979 | Coupe UEFA                 | 32es de finale      | FC Lausanne-Sport      | 0 - 0    | 0 - 2     | 0 - 2       |
| 1980-1981 | Coupe des clubs champions  | Seizièmes de finale | Spartak Moscou         | 0 - 5    | 0 - 4     | 0 - 9       |
| 1981-1982 | Coupe des coupes           | Seizièmes de finale | Velež Mostar           | 1 - 1    | 1 - 6     | 2 - 7       |
| 1983-1984 | Coupe des clubs champions  | Seizièmes de finale | Dynamo Berlin          | 0 - 2    | 1 - 4     | 1 - 6       |
| 1985-1986 | Coupe des clubs champions  | Seizièmes de finale | Juventus FC            | 0 - 5    | 1 - 4     | 1 - 9       |
| 1986-1987 | Coupe UEFA                 | 32es de finale      | KAA La Gantoise        | 1 - 2    | 1 - 1     | 2 - 3       |
| 1987-1988 | Coupe des clubs champions  | Seizièmes de finale | AGF Århus              | 1 - 0    | 1 - 4     | 2 - 4       |
| 1988-1989 | Coupe des clubs champions  | Seizièmes de finale | Górnik Zabrze          | 1 - 4    | 0 - 3     | 1 - 7       |
| 1989-1990 | Coupe UEFA                 | 32es de finale      | FC Sochaux-Montbéliard | 0 - 5    | 0 - 7     | 0 - 12      |
| 1991-1992 | Coupe des coupes           | Seizièmes de finale | IFK Norrköping         | 1 - 2    | 0 - 4     | 1 - 6       |
| 1995-1996 | Coupe UEFA                 | Tour préliminaire   | FC Lugano              | 0 - 0    | 0 - 4     | 0 - 4       |
| 1996-1997 | Coupe UEFA                 | Tour préliminaire   | Legia Varsovie         | 2 - 4    | 0 - 3     | 2 - 7       |
| 1997-1998 | Ligue des champions        | Premier tour Q      | FC Sion                | 0 - 1    | 0 - 4     | 0 - 5       |
| 1998-1999 | Ligue des champions        | Premier tour Q      | Grasshoppers Zurich    | 0 - 2    | 0 - 6     | 0 - 8       |
| 1999-2000 | Ligue des champions        | Premier tour Q      | Skonto Riga            | 0 - 2    | 0 - 8     | 0 - 10      |
| 2000-2001 | Coupe UEFA                 | Tour préliminaire   | Celtic Glasgow         | 0 - 4    | 0 - 7     | 0 - 11      |
| 2004-2005 | Ligue des champions        | Premier tour Q      | Sheriff Tiraspol       | 1 - 0    | 0 - 2     | 1 - 2       |
| 2006-2007 | Coupe UEFA                 | Premier tour Q      | Skonto Riga            | 0 - 2    | 0 - 3     | 0 - 5       |
| 2010-2011 | Ligue des champions        | Deuxième tour Q     | AIK Solna              | 0 - 0    | 0 - 1     | 0 - 1       |
| 2012-2013 | Ligue Europa               | Premier tour Q      | Olimpija Ljubljana     | 0 - 3    | 0 - 3     | 0 - 6       |
| 2013-2014 | Ligue Europa               | Premier tour Q      | TPS Turku              | 2 - 0    | 1 - 2     | 3 - 2       |
| 2013-2014 | Ligue Europa               | Deuxième tour Q     | FK Ventspils           | 1 - 4    | 0 - 1     | 1 - 5       |
| 2014-2015 | Ligue Europa               | Premier tour Q      | Dundalk FC             | 0 - 2    | 1 - 3     | 1 - 5       |
| 2016-2017 | Ligue Europa               | Premier tour Q      | St. Patrick's Athletic | 2 - 1    | 0 - 1     | 2 - 2E      |
| 2019-2020 | Ligue Europa               | Premier tour Q      | Tobol Kostanaï         | 0 - 0    | 1 - 1     | 1E - 1      |
| 2019-2020 | Ligue Europa               | Deuxième tour Q     | Vitória Guimarães      | 0 - 1    | 0 - 4     | 0 - 5       |

1. ↑  Match d'appui.

## Effectif actuel
Le tableau ci-dessous liste l'effectif professionnel de l'AS La Jeunesse d'Esch pour la saison 2024-2025.

## Infrastructures

### Stade de la Frontière (depuis 1920)

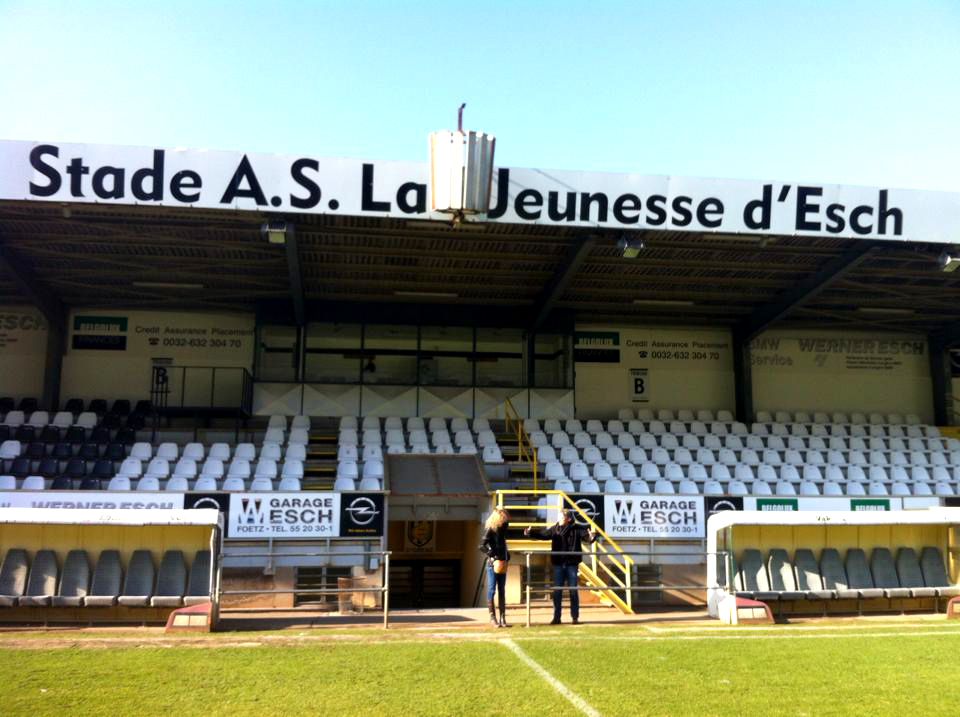
La tribune principale du stade

Inauguré en mai 1920, le Stade de la Frontière demeure l'une des enceintes sportifs les plus emblématiques du Luxembourg, ayant pour club résident l'AS La Jeunesse d'Esch.
Le stade, surnommé « Op der Grenz » en luxembourgeois, a connu plusieurs phases de rénovation au fil des décennies. Notamment, en 1970, une transformation majeure a été entreprise, incluant la rotation du terrain de 90 degrés grâce à un terrain cédé par l’ARBED, l’ancienne aciérie locale. Plus récemment, des travaux ont été réalisés en 2015 et 2021, incluant la rénovation des tribunes et la réfection de la pelouse.
Le Stade de la Frontière a également accueilli plusieurs matchs internationaux de l’équipe nationale luxembourgeoise, notamment dans les années 1970 et 1980, avec des affluences dépassant parfois les 8 000 spectateurs.